# Ängessjön, Lappland
Ängessjön är en sjö i Vilhelmina kommun i Lappland och ingår i Ångermanälvens huvudavrinningsområde. Sjön har en area på 0,103 kvadratkilometer och ligger 544,1 meter över havet. Ängessjön ligger i Vojmsjölandet Natura 2000-område.

## Delavrinningsområde
Ängessjön ingår i det delavrinningsområde (720865-152412) som SMHI kallar för Utloppet av Ängessjön. Medelhöjden är 581 meter över havet och ytan är 13,35 kvadratkilometer. Det finns inga avrinningsområden uppströms utan avrinningsområdet är högsta punkten. Vattendraget som avvattnar avrinningsområdet har biflödesordning 3, vilket innebär att vattnet flödar genom totalt 3 vattendrag innan det når havet efter 322 kilometer. Avrinningsområdet består mestadels av skog (51 procent) och sankmarker (48 procent). Avrinningsområdet har 0,1 kvadratkilometer vattenytor vilket ger det en sjöprocent på 0,8 procent.